# Heinz Renner
Heinrich „Heinz“ Renner (* 6. Januar 1892 in Lückenburg, Kreis Bernkastel; † 11. Januar 1964 in Ost-Berlin) war ein deutscher Politiker (KPD). Er war 1946 erster Oberbürgermeister der Stadt Essen nach dem Ende der nationalsozialistischen Gewaltherrschaft und Sozialminister in Nordrhein-Westfalen, von 1946 bis 1949 Mitglied im Landtag von Nordrhein-Westfalen, von 1947 bis 1948 Verkehrsminister in Nordrhein-Westfalen, 1948/1949 Mitglied des Parlamentarischen Rates und von 1949 bis 1953 Mitglied des Bundestages.

## Biografie

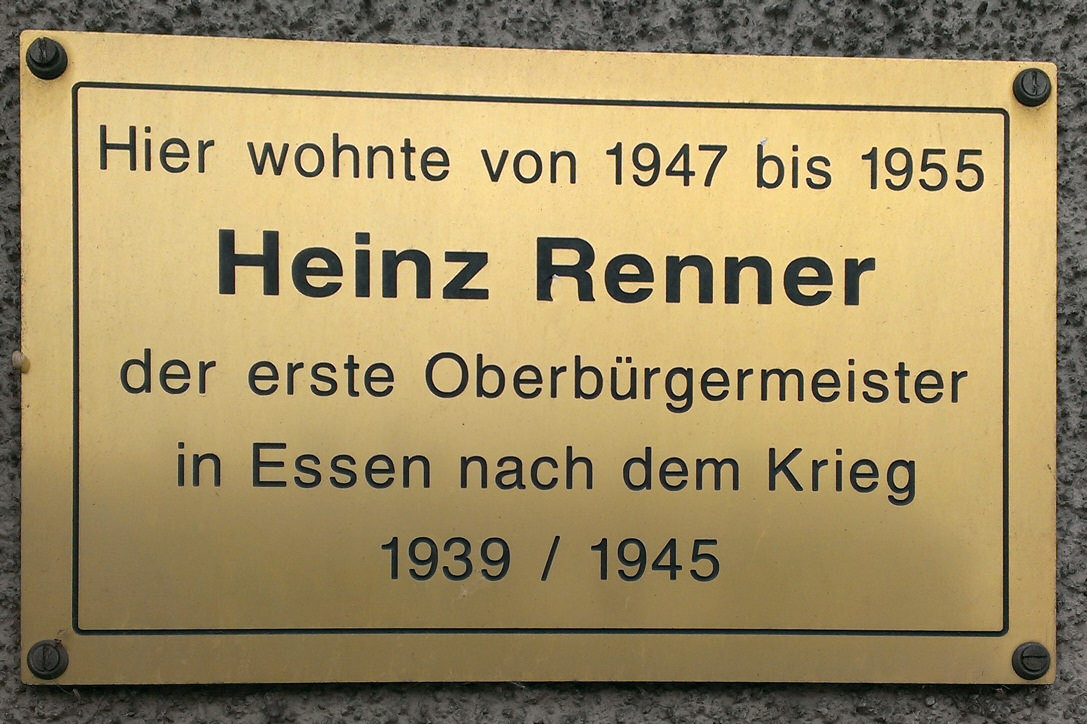
Türschild in der Onckenstraße 5 in Essen

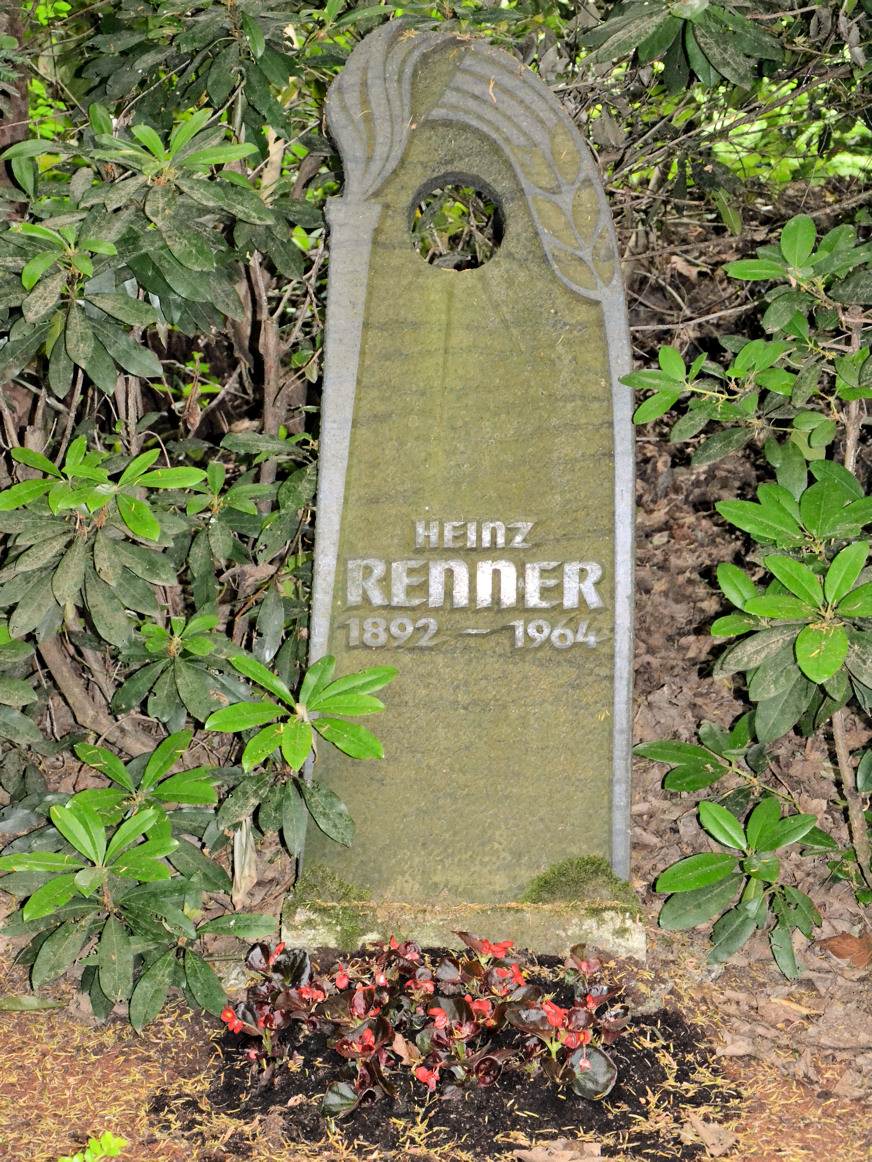
Ehrengrab der Stadt Essen auf dem Südwestfriedhof Essen

Nach dem Abitur und der Teilnahme am Ersten Weltkrieg arbeitete Renner als Journalist. Zunächst ab 1910 Mitglied der SPD, schloss er sich nach der Spaltung der Partei der USPD an und wurde anschließend Mitglied der KPD. Er war Stadtverordneter und Fraktionsvorsitzender der KPD in Essen, ehe er nach der Machtergreifung der Nationalsozialisten 1933 ins Saargebiet emigrierte, wo er politisch für die KPD tätig war. 1939 bis 1943 war er in verschiedenen französischen Festhaltelagern interniert. 1943 wurde er an die deutschen Behörden ausgeliefert und anschließend bis 1945 im Zuchthaus Ludwigsburg festgehalten.
Renner war Mitglied des am 29. Juni 1945 gegründeten 13-köpfigen Bürgerausschusses. Er wurde am 6. Februar 1946 als zweiter Oberbürgermeister der Stadt Essen – nach Hugo Rosendahl, der praktisch direkt nach dem Krieg durch die amerikanischen Truppen eingesetzt wurde – nach dem Zweiten Weltkrieg von der britischen Besatzungsbehörde in sein Amt eingeführt, bis er nach der Kommunalwahl im Oktober 1946 von Gustav Heinemann abgelöst wurde.
In seiner Zeit als Oberbürgermeister rief Renner zur Gründung des Essener Münsterbauvereins auf, um das kriegszerstörte Essener Münster, das er als „eines der ältesten und schönsten Baudenkmäler unser rheinischen Heimat“ bezeichnete, wiederaufzubauen. Renner wohnte zu dieser Zeit in der Onckenstraße in Essen-Frohnhausen. Er war vom 29. August bis zum 5. Dezember 1946 Sozialminister in Nordrhein-Westfalen, später vom 17. Juni 1947 bis zum 5. April 1948 Verkehrsminister. Er wurde gemeinsam mit Hugo Paul entlassen, weil er sich weigerte, sich von der Politik der KPD-Landtagsfraktion unter Josef Ledwohn zu distanzieren.
Renner war 1948/1949 Mitglied des Parlamentarischen Rates. Dort galt er im Gegensatz zum eher demagogischen Parteivorsitzenden Max Reimann als sachkundiger Fachmann, dessen inhaltliche Anträge (z. B. zum Verbot der Prügelstrafe, für die Verankerung der 40-Stunden-Woche im Grundgesetz oder die Gleichstellung unehelicher Kinder) aber stets abgelehnt wurden. Am Schluss der Beratungen weigerte sich Renner mit den Worten „Ich unterschreibe nicht die Spaltung Deutschlands“, das Grundgesetz zu unterzeichnen.
Dem Landtag von Nordrhein-Westfalen gehörte Renner vom 2. Oktober 1946 bis zum 29. September 1949 an. Dort war er von Dezember 1946 bis April 1947 Vorsitzender der KPD-Fraktion und leitete von Juni 1948 bis September 1949 den Arbeitsausschuss.
Dem Deutschen Bundestag gehörte er in dessen erster Legislaturperiode (1949–1953) an. Er war stellvertretender Fraktionsvorsitzender der KPD-Fraktion. Bereits am 20. September 1949 erhielt Renner den ersten Ordnungsruf in der Geschichte des Bundestages für einen Zwischenruf, mit dem er Konrad Adenauer während dessen Regierungserklärung „verlogene Hetze“ vorwarf. Zehn Tage später, am 30. September 1949, war er zudem der erste Abgeordnete, dem das Wort entzogen wurde. Am 15. Juni 1950 wurde Renner von Bundestagspräsident Erich Köhler gemeinsam mit seinen Fraktionskollegen Oskar Müller, Walter Vesper und Friedrich Rische wegen unparlamentarischen Verhaltens für zwanzig Sitzungstage von der Teilnahme an Plenarsitzungen ausgeschlossen. Ein weiterer Ausschluss für ebenfalls zwanzig Tage aus demselben Grunde wurde gegen ihn am 14. Mai 1952 von Bundestagspräsident Hermann Ehlers ausgesprochen.
Renner versuchte als Unabhängiger bei der Landtagswahl 1958 in Nordrhein-Westfalen zu kandidieren. Infolgedessen wurden ihm seine Entschädigungsbezüge als NS-Verfolgter nach dem Bundesentschädigungsgesetz durch Bescheid 1959 in Höhe von 230 DM aberkannt und 27.383,60 DM zurückgefordert, mit der Begründung, dass er mit dem Kandidaturversuch als verbotene KPD-Betätigung die freiheitlich-demokratische Grundordnung bekämpfe. Renner wurde 1960 vorübergehend durch die Bundesanwaltschaft inhaftiert. Aufgrund seiner Erkrankung erhielt er Haftverschonung mit der Auflage, die Bundesrepublik nicht zu verlassen. Den genehmigten Kuraufenthalt in Bad Karlsbad nutzte er zur Flucht in die DDR.
Nach seinem Tode 1964 ist Heinz Renner auf dem Südwestfriedhof Essen in einem Urnengrab beigesetzt worden. Später ist die Ruhestätte zum Ehrengrab der Stadt Essen ernannt worden. Im Essener Westviertel erinnert der Heinz-Renner-Platz an den ehemaligen Oberbürgermeister der Stadt. Die Geschäftsstelle des Essener Kreisverbandes der Partei Die Linke trägt seit 2012 den Namen Heinz Renner Haus.
Renners Nachlass wird vom Bundesarchiv in Berlin verwahrt.

## Werke
- Informationsdienst zum Angenfort / Seiffert Prozess. Verantwortlich Heinz Renner, Bonn 1955.
- Informationsdienstes über Soziales, Wirtschaft und Politik. Hrsg. von Heinz Renner. 1957 ff.